# Левін Фелікс Леонідович
Фе́лікс Леоні́дович Ле́він нім. Felix Levin (*5 листопада 1958, Львів) — німецький, до того український шахіст, гросмейстер (2008), шаховий тренер.
У 1985 році в Тбілісі відбувся перший турнір, в якому згадується участь Фелікса Левіна. В наступні роки він без особливих успіхів виступає в Чемпіонатах УРСР, Першості Збройних Сил СРСР, в другорядних турнірах.
Також випробовує себе в клубних змаганнях. Вперше на відкритому чемпіонаті Польщі (Бидгощ, 1990) на першій дошці команди LKS Igloopol Dębica.
З 1991 року міжнародний майстер. Перший значний успіх — перемога, здобута на шаховому турнірі в Подгориці (1993). У 1995 зайняв друге місце на шаховому фестивалі у Бад-Верисгофені (нім. Bad Wörishofen). Наступна перемога в турнірі Ле-Туке-Парі-Плаж (1998).
З 1998 року грає під німецьким прапором. Виступає в турнірах Німецької шахової федерації, в клубних змаганнях.
До сьогодні піками шахової кар'єри 55-річного гросмейстера були 1993-й та, вже в «німецький» період — 2008 рік, коли він увійшов у п'ятнадцятку найсильніших німецьких шахістів з рейтингом 2564. У світовому рейтингу в 1993 наближався до другої сотні найкращих шахістів з показником 2577.
У 2003 році був тренером Леоніда Крутца на чемпіонаті світу для гравців, молодших 20 років.

## Турнірні результати

### Результати виступів у чемпіонатах України
Фелікс Левін зіграв у восьми фінальних турнірах чемпіонатів України, набравши загалом 41 очко з 90 можливих (без врахування даних за 1980 рік). 
| Рік  | Місто           | Турнір                 | + | − | =  | Результат | Місце |
| ---- | --------------- | ---------------------- | - | - | -- | --------- | ----- |
| 1974 | Львів           | 43-й чемпіонат України |   |   |    | 4½ з 13   | 53—55 |
| 1975 | Дніпропетровськ | 44-й чемпіонат України |   |   |    | 5 з 9     | 15—28 |
| 1979 | Дніпропетровськ | 48-й чемпіонат України | 3 | 2 | 4  | 5 з 9     | 22    |
| 1980 | Харків          | 49-й чемпіонат України |   |   |    | ? з 13    | ?     |
| 1985 | Ужгород         | 54-й чемпіонат України | 4 | 5 | 5  | 6½ з 14   | 9     |
| 1986 | Київ            | 55-й чемпіонат України | 1 | 5 | 9  | 5½ з 15   | 14    |
| 1987 | Миколаїв        | 56-й чемпіонат України | 0 | 1 | 14 | 7 з 15    | 9—12  |
| 1988 | Львів           | 57-й чемпіонат України | 3 | 3 | 9  | 7½ з 15   | 8     |